# اورورو، استرالیای جنوبی
اورورو (به انگلیسی: Orroroo) یک شهرک در استرالیا است که در District Council of Orroroo Carrieton واقع شده‌است.